# 陈光亚
陈光亚（1939年6月—），男，四川重庆人，中国系统工程专家、运筹学家，曾任中国科学院数学与系统科学研究院研究员，中国系统工程学会理事长。